# Atsuto Uchida
Atsuto Uchida (Kannami, Districte de Tagata, Prefectura de Shizuoka, Japó, 27 de març de 1988) és un futbolista japonès.

## Selecció japonesa
Atsuto Uchida ha disputat 52 partits amb la selecció japonesa.
El 12 de maig de 2014 s'anuncià la seva inclusió a la llista de 23 jugadors de la selecció japonesa per disputar el Mundial de 2014 al Brasil. Els dorsals van ser anunciats el 25 de maig.